# Любаев, Сергей Викторович
Сергей Викторович Любаев (род. 26 марта 1960, Московская область, город Люберцы) — российский художник, книжный иллюстратор и дизайнер. Один из немногих современных российских книжных художников, создающий образ книги как цельное произведение, сочетающее в себе замысел, конструкцию, шрифтовой и изобразительный ряд.

## Биография
Родители: отец — Виктор Петрович Любаев, инженер-транспортник; мать — Лидия Фёдоровна Любаева (Архарова), воспитательница детского сада.
В 1974—1977 учился в Московской городской художественной школе № 1 (ныне имени В. А. Серова), совмещая занятия искусством с учёбой в люберецкой средней школе № 5.
Окончил дневное отделение промышленной графики Московского государственного художественного училища памяти 1905 года (1977—1981), где преподавателями его были Ю. Н. Ларин, Д. А. Воронцов и Э. Б. Миниович.
С 1982 по 1988 год учился в Московском полиграфическом институте на факультете художественно-технического оформления печатной продукции у Д. С. Бисти и В. В. Кортовича.
Совместно с учёбой в институте, с 1981 года работал в Комбинате художественных работ Московского областного художественного фонда (секция промышленной графики и плаката). Создавал фирменный стиль, серию плакатов, графическое оформление различных изданий для Государственного Бородинского военно-исторического музея-заповедника.
В 1989 году вступил в Союз художников СССР (ныне Союз художников России).
Состоит в книжной секции Московского Союза художников.
С 1984 году начал заниматься книжным дизайном в издательствах «ВААП-ИНФОРМ» и «Планета».
Как дизайнер и иллюстратор сотрудничал и продолжает работать с различными издательствами: «Арбор», «Терра», «Рипол-классик», «Молодая гвардия», «Детская литература», «Дрофа», «Б. С. Г. — ПРЕСС», «Иностранка», «Издательство Ивана Лимбаха», «Книга», «Московский рабочий», «Красный пароход» и другими.
Оформлял и иллюстрировал книги Д. Толкиена, Р. Киплинга, М. Твена, Т. Уайта, А. Блока, Н. Гоголя, Л. Толстого, С. Есенина, И. Стоуна, Э. Хемингуэя, К. Чуковского, К. Паустовского, А. Аверченко, А. Гайдара, Я. Перельмана, В. Пескова, Г. Кружкова, В. Орлова и других писателей.
Автор оформления серии «Повседневная жизнь человечества», выходящей в издательстве «Молодая гвардия». Занимался также иллюстрированием и макетированием учебников для начальной и средней школы.
Участник международных, всероссийских художественных
и книжных выставок.

## Трилогия Дж. Р. Р. Толкиена «Властелин колец»
Говорит художник:

 "Изобразительный язык рождался в первую очередь из богатейшего наследия европейского романского средневековья. «Романистика» предельно приближена к легенде, сказанию, имеет архаико-орнаментальный облик, выразительную грубость и плоскостность. Полосы набора забирались в сюжетно-орнаментальную раму, зеркально-симметричную в развороте (все разные!). Вообще же должны были появиться три «средневековообразных» фолианта, три монументальных «книжищи с алыми и чёрными буквицами» о которых мечтал Сэм, которые прочтут у камина или у настольной лампы с абажуром. Современные по конструкции и стилистике переплёты оттенили внутреннюю стилизацию средневековья — крытые бархатистым, глубоким по цвету материалом сторонки с грубыми толстокожими корешками вступили во взаимодействие. Кожаные медальоны с золотым тиснением вмонтированы в оптический центр лицевой сторонки, на корешках факсимиле писателя и номер тома. Тома вкладываются в футляры с двусторонними орнаментальными иллюстрациями. В 2005 году три тяжёлых тома лежали передо мной на столе…"

## Марк Твен «Приключения Тома Сойера. Приключения Гекльберри Финна»
Говорит художник:

 "Мне близко и любимо незамученное, стремительное рисование, но с необходимой сюжету и настроению детальной оснасткой, отображение темы не в лоб, часто через изобразительные синонимы. И цвет не должен был рвать страницу, а изображение, притонув, сидело бы в бумаге. Тут хотелось бы сказать, что очень помогло многолетнее натурное рисование на Украине, в Крыму. Природа тех мест — реки, плавни, растения — очень многое похоже на окрестности Миссисипи. Солнечный свет, пронизанный им прибрежный ивняк и камыш, блеск воды — всё это стояло перед глазами…"

## Николай Гоголь «Старосветские помещики», «Вий», «Повесть о том, как поссорился Иван Иванович с Иваном Никифоровичем»
Говорит художник:

 «Состав книги — светлая, сдобренная лирическим юмором, печаль — „Старосветские помещики“, народный сказочно-эпический ужас — „Вий“, едкая, ядовитая сатира — „Повесть о том, как поссорился Иван Иванович с Иваном Никифоровичем“. „Вий“ должен быть посредине двух смеховых моделей — как сало между белым и чёрным хлебом. Чтобы сильней отличаться, „Вий“ задумывался как „книга в книге“. Он монохромен, лубочен, груб изобразительным языком, наконец, набран в старой русской орфографии крупным шрифтом. Он как страшная сказка, рассказанная ночью. Весь этот „мирок“ сопровождает жизнь миргородских обывателей, неразрывен с ним. Только „Вий“ свободен от предметного плана — он обложен им. В работе очень пригодились натурные рисунки, сделанные на Украине. Во время рисования „Вия“ пришлось побывать в местах под Киевом, у Днепра примерно в местах мытарств Хомы Брута. Эту „натуральность“ невозможно высосать из пальца. Типажи тоже приходили из жизни…»

## Дипломы и призы
- Лучшая книга 2002 года в номинации «Искусство книги»: Григорий Кружков. Лекарство от Фортуны. Поэты при дворе Генриха VIII, Елизаветы Английской и короля Иакова. — М; Б. С. Г. — пресс, 2002.
- Диплом Московской международной книжной ярмарки 2004 года в номинации «Иллюстратор»: Единорог. Английские и ирландские стихи и сказки. — М; Молодая гвардия, 2003.
- Диплом первой степени Конкурса искусства книги, проводимого Ассоциацией книгоиздателей России, в 2004 году: Д. Р. Толкиен. Властелин колец. — М.: Терра-Монплезир.
- Корней Чуковский. Собрание сочинений в 15 т. — М.: Терра. Издание номинировалось на «Книгу года» оргкомитетом 22-й Московской международной книжной выставки-ярмарки 2009 года.
- На IV Всероссийском конкурсе книжной иллюстрации «Образ книги» (2011) в номинации «Лучшие иллюстрации к Non/fiction» лучшей была признана работа — оформление и макет книги Я. Перельман. Занимательная физика. — М.: Арбор, 2010.
- На V Всероссийском конкурсе книжной иллюстрации «Образ книги» (2012) в номинации «Лучшая иллюстрация к произведениям художественной литературы» лучшей была признана работа — Марк Твен. Приключения Тома Сойера. Приключения Гекльберри Финна. — М.: Арбор, 2011.
- Гран-при конкурса имени Ивана Фёдорова «Искусство книги. Традиции и поиск» за иллюстрации к книге Лев Толстой. Война и мир, 2013.
- На VII Всероссийском конкурсе книжной иллюстрации «Образ книги» (2014) в номинации «Лучшие иллюстрации к Non/fiction» дипломом отмечены иллюстрации к книге Бокин П. Н. Подвижные игры. Руководство для детей и родителей.
- В 2014 году выдвинут и вошёл в шорт-лист на соискание Международной премии памяти Астрид Линдгрен[3].
- В 2015 году вторично выдвинут и вошёл в шорт-лист на соискание Международной премии памяти Астрид Линдгрен[4].
- В 2016 году в третий раз выдвинут и вошёл в шорт-лист на соискание Международной премии памяти Астрид Линдгрен[5].
- На Х Международном конкурсе книжной иллюстрации «Образ книги» (2017) в номинации «Лучшие иллюстрации к произведениям для детей и подростков» дипломом лауреата отмечены иллюстрации к книге: Григорий Кружков. За двумя зайцами[6].
- В 2018 году Любаеву присуждена премия Александра Солженицына — «за преданную любовь к литературной классике и её конгениальное книжное оформление, за богатейший изобразительный язык, превращающий книгу в дизайнерский шедевр»[7].
- В 2019 году на ежегодном международном конкурсе «Образ книги» в номинации «Лучшие иллюстрации к произведениям художественной литературы» дипломом лауреата отмечены иллюстрации к книге Н. В. Гоголя «Повести» — М.: Нигма, 2018.
- Международный  конкурс  книжной иллюстрации «Образ книги» (2021) в номинации «Лучшие иллюстрации к произведениям художественной литературы» дипломом лауреата отмечены иллюстрации к книге Надежда Тэффи «Счастливая».
- Международный  конкурс  книжной иллюстрации «Образ книги» (2022) в номинации «Лучшие иллюстрации к произведениям художественной литературы» дипломом лауреата отмечены иллюстрации к книге Николая Лескова «Святочные рассказы».
- Международный  конкурс  книжной иллюстрации «Образ книги» (2023) в номинации «Лучшие иллюстрации к произведениям художественной литературы» дипломом лауреата отмечены иллюстрации к книге Н. В. Гоголя «Мёртвые души».
- Международный  конкурс  книжной иллюстрации «Образ книги» (2024) в номинации «Лучшие иллюстрации к произведениям художественной литературы» дипломом лауреата отмечены иллюстрации к книге И. Ильфа, Е. Петрова «12 стульев» ( с комментариями ).

## Перечень основных произведений
- Лев Толстой «Война и мир» (4 тома) — М; Издательская группа «Арбор», 2012.
- Теренс Хэнбери Уайт «Король былого и грядущего» (3 тома) — М.; «Рипол-Классик», 2014.
- Редьярд Киплинг «Пак с волшебных холмов», «Подарки фей» / Перевод с английского М. Бородицкой и Г. Кружкова — М.; «Терра», 1996.
- Редьярд Киплинг «Пак с волшебных холмов», «Подарки фей» / Перевод с английского М. Бородицкой и Г. Кружкова (2-е издание) — М.; «Рипол-Классик», 2010.
- Редьярд Киплинг «Пак с волшебных холмов», «Подарки фей» / Перевод с английского М. Бородицкой и Г. Кружкова (3-е издание) — М.; «Рипол-Классик», 2011.
- Джон Рональд Руэл Толкиен «Властелин колец» (3 тома) — М.; «Терра-Монплезир», 2004.
- Николай Гоголь «Записки сумасшедшего» — М; «Молодая гвардия», ГУП «Псковская областная типография», 2004.
- Николай Гоголь «Ночь перед Рождеством» — М; Издательская группа «Арбор», 2010.
- Николай Гоголь «Старосветские помещики», «Вий», «Повесть о том, как поссорился Иван Иванович с Иваном Никифоровичем» — М; Издательская группа «Арбор», 2010.
- Николай Гоголь «Миргород» — М; Издательская группа «Арбор», 2013.
- Марк Твен «Приключения Тома Сойера. Приключения Гекльберри Финна» — М; Издательская группа «Арбор», 2011.
- Пётр Николаевич Бокин «Подвижные игры. Руководство для детей и родителей» — М; Издательская группа «Арбор», 2014.
- «Скандинавские сказки» — М.; «Терра-Монплезир», 2010.
- Григорий Кружков «Лекарство от Фортуны. Поэты при дворе Генриха VIII, Елизаветы Английской и короля Иакова». — М; «Б. С. Г. — Пресс», 2002.
- Григорий Кружков «Пироскаф. Из английской поэзии XIX века». — С.- Пб.; «Издательство Ивана Лимбаха», 2008.
- Григорий Кружков «За двумя зайцами». Сборник английских и русских пословиц — М; «Нигма», 2017.
- Григорий Кружков «Одноухая тётушка». 25 английских загадок — М; «Нигма», 2018.
- Григорий Кружков «Жизнь и удивительные приключения знаменитого синьора Пульчинеллы из Неаполя» — М; Издательство «Мелик-Пашаев», 2018.
- «Единорог. Английские и ирландские стихи и сказки». Составление, перевод на русский язык, комментарии Г. Кружкова — М; «Молодая гвардия», ГУП «Псковская областная типография», 2003.
- «Единорог. Английские и ирландские стихи и сказки». Составление, перевод на русский язык, комментарии Г. Кружкова (2-е издание) — М; Издательская группа «Арбор», 2009.
- «Единорог. Английские и ирландские стихи и сказки». Составление, перевод на русский язык, комментарии Г. Кружкова (3-е издание) — М; «Нигма», 2017.
- Яков Перельман «Занимательная физика» — М; Издательская группа «Арбор», 2010.
- «Мир Блока» (5 томов) — М.; «Терра-Монплезир», 2008.
- «Мир Есенина» (3 тома) — М.; «Терра-Монплезир», 2005.
- Ф. М. Достоевский, собрание сочинений в 11 томах — М.; «Терра-Монплезир», 2008.
- «Любовный лексикон девятнадцатого века» (составитель Елена Лаврентьева) — М; «Молодая гвардия», 2008.
- Серия «Василий Песков рассказывает» (13 томов) — М.; «Терра», 1998—2004.
- Корней Чуковский, Собрание сочинений в 15-ти томах — М.; «Терра».
- «Скандинавские сказки» (2-е издание) — М; «Нигма», 2017.
- Юрий Тынянов «Пушкин» — М; Издательская группа «Арбор», 2017.
- Эдгар По «Падение дома Ашеров. Избранные рассказы» — М; Издательская группа «Арбор», 2018.
- Аркадий Кошко «Русская заблудшая душа. Воспоминания бывшего начальника московской сыскной полиции» — М; Издательская группа «Арбор», 2018.
- Николай Гоголь «Старосветские помещики», «Вий», «Повесть о том, как поссорился Иван Иванович с Иваном Никифоровичем» — М; «Нигма», 2018.
- Николай Гоголь «Тарас Бульба» — М; «Нигма», 2018.
- Алексей Толстой «Золотой ключик, или Приключения Буратино» — М; Издательская группа «Арбор», 2018.
- Александр Блок «Балаганчик. Избранное» — М; «Нигма», 2019.
- Сергей Есенин «Избранное» — М; «Нигма», 2019.
- Александр Волков  «Волшебник Изумрудного города» – М; Издательская группа «Арбор», 2019.
- Джанни Родари «Лето в комоде» – М; «Нигма», 2020.
- «Ведь вы меня поймёте?» 28 еврейских потешек, прибауток и загадок. – М; «Нигма», 2020.
- Анатолий Левандовский «Белый слон Карла Великого» – М; «Нигма», 2020.
- Надежда Тэффи «Счастливая» – М; «Нигма», 2021.
- Уолтер де ла Мэр «Три обезьяны королевской крови» – М; Издательство «Волчок», 2021.
- Николай Лесков «Святочные рассказы» – М; «Нигма», 2021.
- Эдвард Лир «Большая книга чепухи» – С.- Пб.; «Издательство Ивана Лимбаха», 2021.
- Николай Гоголь «Мёртвые души» – М; «Нигма», 2022.
- И. Ильф, Е. Петров «12 стульев» ( с комментариями ) – М; Издательская группа «Арбор», 2023.
- Фазиль Искандер «Детство Чика» – М; Издательская группа «Арбор», 2023.